# 2025 în Uniunea Europeană
Acest articol prezintă evenimente marcante din anul 2025 în Uniunea Europeană .

## Evenimente

### Ianuarie
- 1 ianuarie - Polonia preia Președinția Consiliului Uniunii Europene.
- 1 ianuarie - România și Bulgaria aderă complet la Spațiul Schengen.
- 8 ianuarie - 2 februarie - Campionatul Mondial de Handbal Masculin din 2025 în Croația, Danemarca și Norvegia.
- 12 ianuarie - Alegerile prezidențiale în Croația, 2024-2025 (al doilea tur): Zoran Milanović obține al doilea mandat cu 74% din voturi.

### Februarie
- 23 februarie - Alegerile legislative în Germania, 2025: Friedrich Merz, candidat al partidului CDU/CSU, devine cancelar.